# バレーボールロシア女子代表
バレーボールロシア女子代表（バレーボールロシア じょしだいひょう、ロシア語: Женская сборная России по волейболу）は、バレーボールの国際大会で編成されるロシアの女子バレーボールナショナルチーム。
なお、本項では1992年以前のソ連と1992年のEUN連合チームも一緒に扱う。

## 歴史
1949年にソビエト連邦の女子ナショナルチームが誕生した。初めての公式国際戦は1949年9月11日に行われた欧州選手権のポーランドとの試合で、3－0で勝利を収めた。オリンピックで4回、世界選手権で5回、ワールドカップで1回、欧州選手権で17回優勝という輝かしい成績を残し、オリンピックと世界選手権の出場回数は最多である。バレーボールを本当に知っているのは日本とソ連だけだといわれた時代もあり 、安定した成績を収め続けた。
ソビエト連邦崩壊後の1992年に国際バレーボール連盟へ加盟し、ロシア女子ナショナルチームが発足。1990年代はキューバとの2強時代となる。だが、1997年のワールドグランドチャンピオンズカップを除くと、世界三大大会はすべてキューバが制し、2000年のシドニー五輪決勝では2セット連取からの逆転で敗れて銀メダルだった。
21世紀になると、2001年のワールドグランドチャンピオンズカップ、2004年のアテネ五輪ではともに中国代表に敗れて銀メダルとなった。2004年のアテネ五輪を最後にニコライ・カルポリ監督が退き、イタリア人監督の下で北京五輪へ向けた強化を推し進める。データバレーを導入すると2006年に日本で行われた世界選手権で金メダルを獲得し、再び世界の頂点に返り咲いた。
2007年、欧州選手権で3位に終わり、ワールドカップ2007の出場を逃した。さらに2008年の北京五輪でも5位に終わり、オリンピックでは12年ぶりにメダルを逃したものの、2010年に再び日本で行われた世界選手権では2大会連続の金メダルを獲得した。
2012年のロンドンオリンピックでは、予選Aグループを1位で通過しながらも準々決勝でブラジルにフルセット負けを喫し、2大会連続でメダルを逸した。
2013年、FIVBワールドグランプリでは7位だったが、同年9月のヨーロッパ選手権で12年ぶりに優勝を果たした。グラチャンにも出場したが、主力選手が不在で4位だった。

## 過去の成績

### オリンピックの成績
| - 1964年 - 銀メダル - 1968年 - 金メダル - 1972年 - 金メダル - 1976年 - 銀メダル - 1980年 - 金メダル - 1984年 - 不参加 | - 1988年 - 金メダル - 1992年 - 銀メダル - 1996年 - 4位 - 2000年 - 銀メダル - 2004年 - 銀メダル - 2008年 - 5位 | - 2012年 - 5位 - 2016年 - 5位 |

### 世界選手権の成績
| - 1952年 - 金メダル - 1956年 - 金メダル - 1960年 - 金メダル - 1962年 - 銀メダル - 1967年 - 不参加 - 1970年 - 金メダル | - 1974年 - 銀メダル - 1978年 - 銅メダル - 1982年 - 6位 - 1986年 - 6位 - 1990年 - 金メダル - 1994年 - 銅メダル | - 1998年 - 銅メダル - 2002年 - 銅メダル - 2006年 - 金メダル - 2010年 - 金メダル - 2014年 - 5位 - 2018年 - 8位 - 2022年 - 出場停止 |

### ワールドカップの成績
| - 1973年 - 優勝 - 1977年 - 8位 - 1981年 - 3位 - 1985年 - 3位 - 1989年 - 準優勝 - 1991年 - 3位 | - 1999年 - 準優勝 - 2003年 - 不参加 - 2007年 - 不参加 - 2011年 - 不参加 - 2015年 - 4位 - 2019年 - 3位 |  |

### ワールドグランプリの成績
| - 1993年 - 3位 - 1994年 - 7位 - 1995年 - 6位 - 1996年 - 3位 - 1997年 - 優勝 - 1998年 - 準優勝 - 1999年 - 優勝 - 2000年 - 準優勝 - 2001年 - 3位 - 2002年 - 優勝 | - 2003年 - 準優勝 - 2004年 - 7位 - 2006年 - 準優勝 - 2007年 - 4位 - 2009年 - 準優勝 - 2011年 - 4位 - 2013年 - 7位 - 2014年 - 3位 - 2015年 - 準優勝 - 2016年 - 4位 | - 2017年 - 9位 - 2018年 - 7位 - 2019年 - 14位 - 2020年 - 中止 - 2021年 - 8位 - 2022年 - 出場停止 |

### 欧州選手権の成績
| - 1949年 - 優勝 - 1950年 - 優勝 - 1951年 - 優勝 - 1955年 - 準優勝 - 1958年 - 優勝 - 1963年 - 優勝 - 1967年 - 優勝 - 1971年 - 優勝 - 1975年 - 優勝 - 1977年 - 優勝 | - 1979年 - 優勝 - 1981年 - 準優勝 - 1983年 - 準優勝 - 1985年 - 優勝 - 1987年 - 準優勝 - 1989年 - 優勝 - 1991年 - 優勝 - 1993年 - 優勝 - 1995年 - 3位 - 1997年 - 優勝 | - 1999年 - 優勝 - 2001年 - 優勝 - 2003年 - 5位 - 2005年 - 3位 - 2007年 - 3位 - 2009年 - 6位 - 2011年 - 6位 - 2013年 - 優勝 - 2015年 - 優勝 - 2017年 - 6位 |

## 現在の代表
2018年FIVBバレーボールネーションズリーグに登録されたメンバー。
| 監督 | バディム・パンコフ           | バディム・パンコフ | バディム・パンコフ | バディム・パンコフ           | バディム・パンコフ | バディム・パンコフ |
| No.  | 選手名                       | シャツネーム       | 身長               | 所属                         | P                  | 備考               |
| 1    | アンゲリーナ・ラザレンコ     | Lazarenko          | 193                | ヴォレロ・チューリッヒ       | MB                 |                    |
| 2    | ダリア・タリシェワ           | Talysheva          | 182                | ディナモ・モスクワ           | L                  |                    |
| 3    | エカテリーナ・エフィモワ     | Efimova            | 192                | エニセイ・クラスノヤルスク   | MB                 |                    |
| 4    | ダリア・マリギナ             | Malygina           | 202                | ディナモ・カザン             | OP                 |                    |
| 5    | ユリア・クチュコワ           | Kutiukova          | 183                | Leningradka St. Peterburg    | WS                 |                    |
| 7    | タチアナ・ロマノワ           | Romanova           | 178                | ウラロチカ・エカテリンブルク | S                  |                    |
| 9    | アーラ・ガルキナ             | Galkina            | 178                | Proton - Saratov Reg.        | L                  |                    |
| 10   | エレーナ・ノビク             | Novik              | 180                | Sakhalin                     | S                  |                    |
| 11   | エカテリーナ・リュブシュキナ | Lyubushkina        | 188                | ディナモ・モスクワ           | MB                 |                    |
| 12   | ダリア・ルイセワ             | Ryseva             | 175                | Zarechie Odintsovo           | S                  |                    |
| 14   | イリナ・フェティソワ         | Fetisova           | 190                | ディナモ・モスクワ           | MB                 |                    |
| 15   | ビクトリア・ゴルバチェワ     | Gorbacheva         | 174                | Leningradka St. Peterburg    | L                  |                    |
| 16   | イリーナ・ボロンコワ         | Voronkova          | 190                | ディナモ・カザン             | WS                 |                    |
| 17   | ナタリア・マリフ             | Malykh             | 187                | ディナモ・クラスノダール     | OP                 |                    |
| 18   | クセニア・パルベツ           | Parubets           | 183                | ウラロチカ・エカテリンブルク | WS                 | キャプテン         |
| 19   | オリガ・ビリュコワ           | Biryukova          | 193                | ベシクタシュ・イスタンブール | WS                 |                    |
| 20   | アナスタシア・シュリャホバヤ | Shlyakhovaya       | 192                | ディナモ・カザン             | MB                 |                    |
| 21   | アンナ・コチコワ             | Kotikova           | 185                | ディナモ・カザン             | OP                 |                    |
| 22   | タチアナ・ユリンスカヤ       | Iurinskaia         | 195                | Zarechie Odintsovo           | WS                 |                    |
| 24   | クリスティナ・クルノソワ     | Kurnosova          | 176                | ディナモ・モスクワ           | L                  |                    |
| 25   | ユリア・ブロフキナ           | Brovkina           | 190                | ディナモ・モスクワ           | MB                 |                    |

## 歴代監督
- Александр Аникин（1949-1950年）
- Валентина Осколкова（1951-1952年）
- Алексей Якушев（1955-1962年）
- Олег Чехов（1963-1964年）
- Гиви Ахвледиани（1966-1976年）
- Виктор Тюрин（1977-1978年）
- ニコライ・カルポリ（1979-1982年）
- Владимир Паткин（1983-1987年）
- ニコライ・カルポリ（1988-2004年）
- ジョヴァンニ・カプララ（2005-2008年）
- Вадим Панков（2008年）
- ウラジミル・クジュトキン（2009-2011年）
- セルゲイ・オフチニコフ（2011-2012年）
- ウラジミル・クジュトキン（2012年）
- ユーリ・マリチェフ（2013[6]-2017年）
- ウラジミル・クジュトキン（2017年）
- コンスタンチン・ウシャコフ（2017年）
- ヴァディム・パンコフ（2018-2019年）
- セルジオ・ブザト（2019-2022年）
- ゾラン・テルジッチ（2022-）

## 歴代代表選手
★マークはバレーボール殿堂入りのプレーヤー。
| - インナ・リスカル★ - ニーナ・スモレーワ★ - リュドミラ・ブルダコワ★ - ローザ・サリホワ★ - イリーナ・キリロワ★ - アレクサンドラ・コルコベッツ - アレクサンドラ・チュジナ - アレクサンドラ・パシンコワ - アリーナ・フェドロフツェワ - アンナ・マティエンコ - イリーナ・スミルノーワ - イリナ・テベニヒナ - エカテリーナ・ガモワ - エカテリーナ・コシアネンコ - エカテリーナ・オルロワ - エカテリーナ・エニナ - エフゲーニャ・エステス - エフゲーニャ・スタルツェワ - エリザベータ・ティーシェンコ - エレーナ・ゴーディナ - エレーナ・チューリナ - エレーナ・バシレフスカヤ - エレーナ・プロトニコワ - オルガ・ジトワ - オルガ・チュカノワ - オルガ・ニコラエワ - オルガ・ブクレーエワ - オルガ・ポタショーワ | - スベトラーナ・クリュチコワ - タチアナ・グラチェワ - タチアナ・コシェレワ - タチアナ・ゴルシュコワ - ダリア・ピリペンコ - ナタリア・アリモワ - ナタリア・ゴンチャロワ - ナタリア・ディアンスカヤ - ナターリア・クリコワ - ナターリヤ・モロゾワ - ナタリヤ・サフローノワ - ビクトリア・クジャキナ - ビクトリア・チャプリナ - マリア・ブルンツェワ - マリア・ペレペルキナ - マリア・ボロダコワ - マリナ・アクロワ - マリナ・シェシェニナ - ユリア・モロゾワ - ユリア・メルクロワ - リュボフ・シャチコワ - レジーナ・モロズ - ユリア・ポドスカルナヤ - ヤナ・シチェルバン - イリーナ・ザリャジュコ - イリーナ・フィリシチンスカヤ - エカテリーナ・トレチャコワ |